# Stefan Huber (Skispringer)
Stefan Huber (* 8. März 1994) ist ein ehemaliger österreichischer Skispringer.

## Werdegang
Stefan Huber startete für den SC Seekirchen-Salzburg. Er debütierte am 18. und 19. Dezember 2009 in Seefeld in Tirol im Alpencup, wo er die Plätze 49 und 62 belegte. Im Februar 2010 startete Huber in Villach erstmals im FIS-Cup und erreichte dort Platz 59. Seitdem nimmt er regelmäßig an beiden Wettbewerbsserien teil und konnte bis heute einen Wettbewerb im Alpen-Cup sowie drei Wettbewerbe im FIS-Cup gewinnen.
Am 30. Juni und 1. Juli 2012 debütierte Huber in Stams im Continental Cup und erreichte dort die Plätze 46 und 49. Im Folgenden startete er wieder hauptsächlich in FIS- und Alpencup, bis er ab der Saison 2014/15 regelmäßig im Continentalcup startete. Seine beste Platzierung im Continental Cup bisher war ein zweiter Platz beim Wettbewerb in Ruka am 18. Dezember 2016. Dies waren sein erster Podestplatz im Continental Cup.
Anfang Jänner 2017 wurde Huber zusammen mit seinem Bruder Daniel in die nationale Gruppe Österreichs für die Wettbewerbe in Innsbruck und Bischofshofen im Rahmen der Vierschanzentournee 2016/17 nominiert. Nachdem er sich für den Wettbewerb in Innsbruck hatte qualifizieren können, erreichten er und sein Trainer Florian Liegl in diesem dadurch Aufmerksamkeit, dass sie aufgrund widrigster Windverhältnisse den Start verweigerten, obwohl die Jury die Starterlaubnis erteilt hatte, und dadurch eine Disqualifikation in Kauf nahmen.
Am 26. Februar 2017 gewann er im US-amerikanischen Iron Mountain seinen ersten Wettbewerb im Continental Cup. 2018 folgten weitere Siege im russischen Tschaikowski und im polnischen Zakopane. Bis 2020 gewann er insgesamt sechs Continental-Cup-Springen.
Stefan Huber war, wie sein Bruder Daniel, aktiver Sportler des Heeressportzentrums des Österreichischen Bundesheers. Als Heeressportler trug er den Dienstgrad Korporal.
Huber beendete nach 20 Jahren als Skispringer am Ende der Saison 2021/22 im Januar 2022 seine Karriere.

## Erfolge

### Continental-Cup-Siege im Einzel
| Nr. | Datum              | Ort           | Typ         |
| --- | ------------------ | ------------- | ----------- |
| 1.  | 26. Februar 2017   | Iron Mountain | Großschanze |
| 2.  | 17. März 2018      | Tschaikowski  | Großschanze |
| 3.  | 22. September 2018 | Zakopane      | Großschanze |
| 4.  | 16. März 2019      | Zakopane      | Großschanze |
| 5.  | 18. Jänner 2020    | Klingenthal   | Großschanze |
| 6.  | 1. Februar 2020    | Planica       | Großschanze |

## Statistik

### Weltcup-Platzierungen
| Saison  | Platz | Punkte |
| ------- | ----- | ------ |
| 2016/17 | 058.  | 015    |
| 2019/20 | 039.  | 057    |

### Grand-Prix-Platzierungen
| Saison | Platz | Punkte |
| ------ | ----- | ------ |
| 2018   | 071.  | 006    |
| 2019   | 060.  | 009    |

### Continental-Cup-Platzierungen
| Saison  | Platz | Punkte |
| ------- | ----- | ------ |
| 2013/14 | 162.  | 007    |
| 2014/15 | 053.  | 156    |
| 2015/16 | 056.  | 178    |
| 2016/17 | 006.  | 799    |
| 2017/18 | 015.  | 573    |
| 2018/19 | 010.  | 754    |
| 2019/20 | 011.  | 609    |
| 2020/21 | 079.  | 013    |